# Zorongollo
El zorongollo es una ensalada muy popular en Extremadura, concretamente en el norte, en la comarca de la Vera (Cáceres). Se puede encontrar en algunos municipios al sur de la provincia de Salamanca. No se debe confundir, por proximidad fonética, con el zarangollo murciano. 
Se elabora con tomates y pimientos asados, regados con sus propios zumos, así como con aceite de oliva y ajo.

## Características
Este plato suele prepararse como acompañamiento de carnes asadas, un ejemplo es el cordero asado. En algunas recetas salmantinas se suele añadir un pescado en escabeche. Se consume preferentemente en verano.